# 最高師範
最高師範（さいこうしはん）とは、武道やスポーツにおける指導者の最高位の者、及びその称号。特に空手道、アーチェリーの指導者の称として用いられている。

## 全日本アーチェリー連盟における最高師範の称号
最高師範の称号は、全日本アーチェリー連盟において定める称号の最高位である。師範号の受称後、10年を経過した者に受審資格が与えられる。称号審査の基準は連盟の役員を20年以上歴任していること、かつ功績著しいことであり、審査を合格した者に称号が授与され、連盟に登録される。